# Fort Livingstone (Saskatchewan)
Le fort Livingstone était un avant-poste dans les Territoires du Nord-Ouest au Canada. Il a servi de capitale pour le gouvernement territorial de 1874 à 1876 avant que celle-ci soit déplacée à Battleford. Durant la même période, il servait de quartiers généraux de la Police montée du Nord-Ouest avant que ceux-ci ne déménagent à Fort Macleod en Alberta. De nos jours, le site se situe en Saskatchewan. Il a été reconnu comme lieu historique national du Canada en 1923 et comme aire protégée au niveau provincial en 1986.